# Cortal d'en Vidal
El Cortal d'en Vidal està situat al Serrat de Comesjuntes, al municipi d'Urús, a la comarca de la Cerdanya.
Es troba al vessant obaga de la serra de Moixeró, a 1.657 m, i està dins del Parc Natural cadí-Moixeró.
Actualment, es troba tancat per obres fins a l'estiu del 2025.